# Pass the Flask (réédition)
Pour le premier album, voir Pass the Flask.
 (juin 2020).
Si vous disposez d'ouvrages ou d'articles de référence ou si vous connaissez des sites web de qualité traitant du thème abordé ici, merci de compléter l'article en donnant les références utiles à sa vérifiabilité et en les liant à la section « Notes et références ».
 (juin 2020).
Pass the Flask (Réédition) est un album du groupe post-hardcore, The Bled. Il contient les titres de l'album Pass the Flask, avec 11 titres bonus. Comme il était difficile de trouver des morceaux du groupe à ses débuts, cet album est en quelque sorte une compilation.

## Présentation
The bled a initialement sorti son album chez Fiddler Records, un petit label aujourd'hui disparu. Cet album été difficile à trouver et le groupe n'a pas été en mesure de le vendre lors de ses concerts. Lors de la sortie de leur deuxième album Found in the Flood, beaucoup de gens pensaient en fait qu'il s'agissait de leur premier album. Pour régler le problème, ils ont décidé de rééditer leur premier album sur leur nouveau label Vagrant Records, contenant toutes les chansons de Pass the Flask avec des titres quasiment impossible à trouver provenant des EP His First Crush, The Bled ainsi que des titres inédits que seuls la famille et les amis possédaient.

## Liste des morceaux
Les 21 morceaux de cette réédition sont :
1. Red Wedding - 2:52
2. You Know Who's Seatbelt - 3:01
3. I Never Met Another Gemini - 4:11
4. Ruth Buzzi Better Watch Her Back - 3:30
5. Sound Of Sulfur - 3:12
6. Porcelain Hearts And Hammers For Teeth - 5:33
7. Get Up You Son Of A Bitch, Cause Mickey Loves Ya - 1:33
8. Spitshine Sonata - 3:30
9. We Are The Industry - 5:53
10. Nothing We Say Leaves This Room - 4:49
11. His First Crush - 3:08
12. Anvil Piñata - 3:38
13. Swatting Flies With A Wrecking Ball - 2:20
14. Glitterbomb - 3:58
15. F Is For Forensics - 4:28
16. John Wayne Newton - 2:23
17. Meredith - 2:23
18. My Cyanide Catharsis (Ft. Emily Long) - 4:15
19. Ok, But Here's How It Really Happened - 3:01
20. Hotel Coral Essex (Original Recording) - 3:29
21. Lay On My Cot (K-Note Freestyle Ft. MC JayRay) - 2:16

## Origine des morceaux
Les pistes 1 à 10 proviennent de l'album original Pass the Flask, la deuxième piste été initialement intitulée Dale Earnhardt's Seatbelt, mais elle a été changée pour des raisons juridiques. Elle est encore listée comme Dale Earnhardt's Seatbelt à l'intérieur du livret de l'album. Les pistes 11 à 15 proviennent de l'EP His First Crush, les pistes 16 à 18 de The Bled. La piste 19 Ok, But Here's How It Really Happened n'a jamais été officiellement publiée avant. La piste 20 Hotel Coral Essex (Original Recording) est une démo qui a été enregistré pour la compilation Warped Tour 2004 et a ensuite été ajouté sur l'album Found the Flask. La piste 21 Lay On My Cot aurait été « envoyée pour nous d'un espace lointain dont on ne parlera plus »[réf. nécessaire].